# The Horse Wrangler
The Horse Wrangler è un film muto del 1914 diretto da John G. Adolfi. Western di genere sentimentale prodotto dalla Reliance Film Company, aveva come interpreti Eugene Pallette, Miriam Cooper, Sam De Grasse.

## Trama
Sposato segretamente a Mary Bailey, la figlia di un allevatore che vive lontano dal Dog Iron ranch di cui lui è il caposquadra, Tom Spangler scrive alla moglie di non raggiungerlo per il momento al ranch perché il proprietario ha proibito ai cowboy di portare con loro le mogli. Pochi giorni dopo, al ranch si presenta un ragazzo che chiede lavoro. Sotto il sombrero e i pantaloni di pelle, Spangler riconosce la moglie ma comunque l'assume. Sid Suddath, un vecchio lavorante del padre di Mary, però la riconosce anche lui e comincia a molestarla. Un giorno, Suddath la segue in una tenda per aggredirla. Lei, difendendosi con un coltello a serramanico, lo pugnala. All'arrivo dello sceriffo, scoppia una bagarre perché Spangler non vuole consegnarla. Prima che gli uomini, quelli dello sceriffo contro gli allevatori, si diano battaglia, la donna si precipita fuori per consegnarsi. Al sentire la sua storia, adesso lo sceriffo comprende cosa sia successo e giustifica il suo comportamento.

## Produzione
Il film fu prodotto dalla Reliance Film Company.

## Distribuzione
Distribuito negli Stati Uniti dalla Mutual, il film - un cortometraggio in due bobine - uscì nelle sale il 13 giugno 1914.